# John Knox House
John Knox House, eller John Knox's House, er et historisk hus, der ligger i Edinburgh, Skotland, der angiveligt har været ejet af den protestanten John Knox, der også skulle have boet i det i 1500-tallet. Selvom hans navn er associeret med huset, så har han tilsyneladende boet i Warriston Close, hvor en mindeplade indikerer den nogenlunde placering af hans bopæl. Selve bygningen er opført fra 1490 og fremefter. Huset er i dag indrettet som museum.